# Оцимик, Евгений Александрович
Евгений Александрович Оцимик - первый и единственный в истории четырёхкратный чемпион мира по тхэквондо (ИТФ).

## Карьера
Евгений Оцимик занимается тхэквондо со второго класса на базе 18 школы г. Улан-Удэ.  Первым тренером был Цыдыпов Борис. Позже перешёл к заслуженному тренеру Бурятии Эрдэни Жамбалову. Выступает за Республику Бурятия.
Первую золотую медаль завоевал на чемпионат мира в Пхеньяне в 2011 году в весовой категории до 57 кг. На чемпионате мира 2013 года в Софии Евгений Оцимик в индивидуальном спарринге до 57 кг завоевал вторую золотую медаль. На чемпионате мира 2015 года в Пловдиве в весовой категории до 57 кг Евгений Оцимик за явным преимуществом в финале был сильнее хозяина доянга.И на чемпионате мира в 2017 году в Пхеньяне завоевал  четвёртую золотую медаль в весовой в категории до 57 кг.
В копилке Евгения, кроме четырёх титулов чемпиона Мира, имеется 8 золотых наград чемпионатов Европы,и также 10 золотых наград с чемпионатов России.
Приказом министра  Российской Федерации № 180-нг от 15-го декабря 2015 года присвоено звание Заслуженный мастер спорта России.